# 324 pr. n. št.

## Dogodki
- Aleksander Veliki se vrne iz Indije v Babilon, kjer organizira množično poroko v Suzi.

## Rojstva
- Antioh I. Soter, kralj Selevkidskega cesarstva († 261 pr. n. št.)